# Elton Acolatse
Elton-Ofoi Acolatse (Amsterdam, 25 juli 1995) is een Nederlands-Ghanees voetballer die doorgaans speelt als linksbuiten. In juli 2023 verruilde hij MS Asjdod voor Diósgyőri VTK.

## Clubcarrière
Acolatse speelde in de jeugd van RKSV DCG tot hij in 2003 werd opgenomen in de jeugdopleiding van Ajax. Hier tekende hij op 27 april 2012 zijn eerste contract, wat hem tot en met 30 juni 2015 aan de club verbond. Acolatse maakte op 17 januari 2014 zijn debuut in het betaald voetbal, tijdens een wedstrijd met Jong Ajax in de Eerste divisie thuis  tegen FC Emmen (4–0 nederlaag). Acolatse begon in de basis en werd na een uur spelen vervangen door Vincent Vermeij. Acolatse maakte op 15 september 2014 zijn eerste officiële doelpunt in het betaald voetbal, voor Jong Ajax in de Eerste divisie tegen Sparta Rotterdam. Deze wedstrijd werd met 4-2. Acolatse was in de 57e minuut verantwoordelijk voor de 2-0. Acolatse groeide bij Jong Ajax uit tot een vaste waarde. In drie seizoen voor Jong Ajax kwam hij tot 64 officiële wedstrijden waarin hij zesmaal wist te scoren.
Acolatse tekende op 21 juli 2016 een driejarig contract bij Westerlo, de nummer 15 van België in het voorgaande seizoen. Acolatse maakte op 31 juli 2016 zijn officiële debuut voor Westerlo tijdens de eerste speelronde van de Belgische competitie. Op die dag speelde Westerlo met 2–2 gelijk tegen Standard Luik. Acolatse was na een half uur spelen verantwoordelijk voor de 1-1. Na één seizoen in Westerlo werd de vleugelspeler overgenomen door Club Brugge. Voor hij in actie kon komen voor die club, werd hij al verhuurd aan Sint-Truiden. Sint-Truiden nam Acolatse aan het einde van het seizoen 2017/18 definitief over van Club Brugge. In februari 2020 werd hij verhuurd aan Hapoel Beër Sjeva. De Israëlische club nam hem in juni 2020 over en Acolatse tekende een contract tot medio 2024. In het seizoen 2021/22 speelde Acolatse op huurbasis voor het Turkse Bursaspor. In januari 2023 werd MS Asjdod zijn nieuwe club na een transfervrije overstap. Medio 2023 verkaste Acolatse naar Diósgyőri VTK.

## Clubstatistieken
| Seizoen | Club                | Competitie        | Competitie | Competitie | Beker | Beker | Internationaal | Internationaal | Totaal | Totaal |
| Seizoen | Club                | Competitie        | Wed.       | Dlp.       | Wed.  | Dlp.  | Wed.           | Dlp.           | Wed.   | Dlp.   |
| ------- | ------------------- | ----------------- | ---------- | ---------- | ----- | ----- | -------------- | -------------- | ------ | ------ |
| 2013/14 | Jong Ajax           | Eerste divisie    | 2          | 0          | —     | —     | —              | —              | 2      | 0      |
| 2014/15 | Jong Ajax           | Eerste divisie    | 36         | 5          | —     | —     | —              | —              | 36     | 5      |
| 2015/16 | Jong Ajax           | Eerste divisie    | 26         | 1          | —     | —     | —              | —              | 26     | 1      |
| 2016/17 | Westerlo            | Eerste klasse A   | 28         | 6          | 1     | 0     | —              | —              | 29     | 6      |
| 2017/18 | Club Brugge         | Eerste klasse A   | 0          | 0          | 0     | 0     | 0              | 0              | 0      | 0      |
| 2017/18 | → Sint-Truiden      | Eerste klasse A   | 14         | 1          | 0     | 0     | —              | —              | 14     | 1      |
| 2018/19 | Sint-Truiden        | Eerste klasse A   | 27         | 1          | 3     | 0     | —              | —              | 30     | 1      |
| 2019/20 | Sint-Truiden        | Eerste klasse A   | 18         | 0          | 2     | 0     | —              | —              | 20     | 0      |
| 2019/20 | → Hapoel Beër Sjeva | Ligat Ha'Al       | 10         | 0          | 2     | 0     | —              | —              | 12     | 0      |
| 2020/21 | Hapoel Beër Sjeva   | Ligat Ha'Al       | 28         | 1          | 2     | 0     | 7              | 5              | 37     | 6      |
| 2021/22 | Hapoel Beër Sjeva   | Ligat Ha'Al       | 0          | 0          | 1     | 0     | 6              | 1              | 7      | 1      |
| 2021/22 | → Bursaspor         | Süper Lig         | 16         | 0          | 3     | 0     | —              | —              | 19     | 0      |
| 2022/23 | Hapoel Beër Sjeva   | Ligat Ha'Al       | 0          | 0          | 0     | 0     | 0              | 0              | 0      | 0      |
| 2022/23 | MS Asjdod           | Ligat Ha'Al       | 15         | 3          | 3     | 0     | —              | —              | 18     | 3      |
| 2023/24 | Diósgyőri VTK       | Nemzeti Bajnokság | 24         | 2          | 3     | 1     | —              | —              | 27     | 3      |
| 2024/25 | Diósgyőri VTK       | Nemzeti Bajnokság | 15         | 4          | 2     | 0     | —              | —              | 17     | 4      |
| Totaal  | Totaal              | Totaal            | 259        | 24         | 22    | 1     | 13             | 6              | 294    | 31     |

Bijgewerkt op 13 februari 2025.

## Interlandcarrière
Nederland –17
Op 26 oktober 2011 maakte Acolatse zijn debuut voor het Nederlands elftal onder 17 in een EK-kwalificatiewedstrijd tegen Bosnië en Herzegovina –17 (3–0 winst). Acolatse maakte deel uit van de selectie die actief was op het EK 2012 in Slovenië. Acolatse zorgde in de finale tegen Duitsland –17 met zijn eerste doelpunt in de tachtigste minuut voor de gelijkmaker, de wedstrijd werd uiteindelijk gewonnen na strafschoppen.
| Interlands van Elton Acolatse voor Nederland –17 | Interlands van Elton Acolatse voor Nederland –17 | Interlands van Elton Acolatse voor Nederland –17 | Interlands van Elton Acolatse voor Nederland –17 | Interlands van Elton Acolatse voor Nederland –17 | Interlands van Elton Acolatse voor Nederland –17 |
| №                                                | Datum                                            | Wedstrijd                                        | Uitslag                                          | Competitie                                       | Goals                                            |
| Als speler bij Ajax                              | Als speler bij Ajax                              | Als speler bij Ajax                              | Als speler bij Ajax                              | Als speler bij Ajax                              | Als speler bij Ajax                              |
| ------------------------------------------------ | ------------------------------------------------ | ------------------------------------------------ | ------------------------------------------------ | ------------------------------------------------ | ------------------------------------------------ |
| 1                                                | 26 oktober 2011                                  | Nederland – Bosnië en Herzegovina                | 3 – 0                                            | EK 2012 kwalificatie                             |                                                  |
| 2                                                | 28 oktober 2011                                  | Letland – Nederland                              | 1 – 4                                            | EK 2012 kwalificatie                             |                                                  |
| 3                                                | 31 oktober 2011                                  | Nederland – Engeland                             | 0 – 1                                            | EK 2012 kwalificatie                             |                                                  |
| 4                                                | 2 februari 2012                                  | Nederland – Frankrijk                            | 1 – 0                                            | Algarve Cup                                      |                                                  |
| 5                                                | 6 februari 2012                                  | Portugal – Nederland                             | 2 – 0                                            | Algarve Cup                                      |                                                  |
| 6                                                | 29 februari 2012                                 | België – Nederland                               | 1 – 2                                            | Vriendschappelijk                                |                                                  |
| 7                                                | 22 maart 2012                                    | Nederland – Albanië                              | 4 – 0                                            | EK 2012 kwalificatie                             |                                                  |
| 8                                                | 24 maart 2012                                    | Ierland – Nederland                              | 1 – 2                                            | EK 2012 kwalificatie                             |                                                  |
| 9                                                | 4 mei 2012                                       | Slovenië – Nederland                             | 1 – 3                                            | EK –17 2012                                      |                                                  |
| 10                                               | 7 mei 2012                                       | Nederland – België                               | 0 – 0                                            | EK –17 2012                                      |                                                  |
| 11                                               | 12 mei 2012                                      | Nederland – Georgië                              | 2 – 0                                            | EK –17 2012                                      |                                                  |
| 12                                               | 16 mei 2012                                      | Duitsland – Nederland                            | 1 – 1 (4 – 5 w.n.s.)                             | EK –17 2012                                      | 80+1'                                            |

Nederland –19
Op 10 oktober 2013 maakte Acolatse zijn debuut voor het Nederlands elftal onder 19 in een vriendschappelijke wedstrijd tegen Turkije –19. Acolatse zorgde in deze wedstrijd met zijn eerste doelpunt voor een 1-0 overwinning.
| Interlands van Elton Acolatse voor Nederland –19 | Interlands van Elton Acolatse voor Nederland –19 | Interlands van Elton Acolatse voor Nederland –19 | Interlands van Elton Acolatse voor Nederland –19 | Interlands van Elton Acolatse voor Nederland –19 | Interlands van Elton Acolatse voor Nederland –19 |
| №                                                | Datum                                            | Wedstrijd                                        | Uitslag                                          | Soort Wedstrijd                                  | Doelpunten                                       |
| Als speler bij Ajax                              | Als speler bij Ajax                              | Als speler bij Ajax                              | Als speler bij Ajax                              | Als speler bij Ajax                              | Als speler bij Ajax                              |
| ------------------------------------------------ | ------------------------------------------------ | ------------------------------------------------ | ------------------------------------------------ | ------------------------------------------------ | ------------------------------------------------ |
| 1                                                | 10 oktober 2013                                  | Turkije – Nederland                              | 0 – 1                                            | Vriendschappelijk                                | 66'                                              |
| 2                                                | 13 oktober 2013                                  | Turkije – Nederland                              | 1 – 3                                            | Vriendschappelijk                                |                                                  |
| 3                                                | 13 november 2013                                 | Nederland – Moldavië                             | 3 – 0                                            | Vriendschappelijk                                | 72'                                              |
| 4                                                | 15 november 2013                                 | Nederland – Wales                                | 0 – 0                                            | Vriendschappelijk                                |                                                  |
| 5                                                | 18 november 2013                                 | Georgië – Nederland                              | 2 – 1                                            | Vriendschappelijk                                |                                                  |
| 6                                                | 5 maart 2014                                     | Nederland – Spanje                               | 2 – 1                                            | Vriendschappelijk                                |                                                  |

Nederland –20
Acolatse werd op 29 augustus 2014 door bondscoach Remy Reijnierse voor de eerste keer opgenomen in de selectie van Nederland –20 dat op 4 september 2014 een vriendschappelijk wedstrijd tegen Tsjechië heeft gespeeld. Acolatse maakte op 4 september 2014 zijn debuut voor Nederland –20. In de wedstrijd tegen Tsjechië die met 1–0 werd verloren begon Acolatse in de basis en werd hij na rust vervangen door Queensy Menig.
| Interlands van Elton Acolatse voor Nederland –20 | Interlands van Elton Acolatse voor Nederland –20 | Interlands van Elton Acolatse voor Nederland –20 | Interlands van Elton Acolatse voor Nederland –20 | Interlands van Elton Acolatse voor Nederland –20 | Interlands van Elton Acolatse voor Nederland –20 |
| №                                                | Datum                                            | Wedstrijd                                        | Uitslag                                          | Soort Wedstrijd                                  | Doelpunten                                       |
| Als speler bij Ajax                              | Als speler bij Ajax                              | Als speler bij Ajax                              | Als speler bij Ajax                              | Als speler bij Ajax                              | Als speler bij Ajax                              |
| ------------------------------------------------ | ------------------------------------------------ | ------------------------------------------------ | ------------------------------------------------ | ------------------------------------------------ | ------------------------------------------------ |
| 1                                                | 4 september 2014                                 | Nederland – Tsjechië                             | 0 – 1                                            | Vriendschappelijk                                |                                                  |

## Erelijst
| Competitie               |               |               |               |               |
| Competitie               | Aantal        | Jaren         |               |               |
| Nederland –17            | Nederland –17 | Nederland –17 | Nederland –17 | Nederland –17 |
| ------------------------ | ------------- | ------------- | ------------- | ------------- |
| EK –17                   | 1             | 2012          |               |               |
| Hapoel Beër Sjeva        |               |               |               |               |
| Israëlische voetbalbeker | 1             | 2019/20       |               |               |